# Pia Zerkhold
Pia Zerkhold (Wiener Neustadt, 26 ottobre 1998) è una snowboarder austriaca, specializzata nello snowboard cross.

## Biografia
Specializzata nello snowboard cross e attiva in gare FIS dal gennaio 2014, la Zerkhold ha debuttato in Coppa del Mondo il 22 dicembre 2017, giungendo 29ª a Cervinia.
In carriera ha preso parte a una rassegna olimpica e a due iridate.

## Palmarès

### Mondiali
- 1 medaglia:
  - 1 argento (snowboard cross a squadre a Bakuriani 2023)

### Coppa del Mondo
- Miglior piazzamento nella Coppa del Mondo di snowboard cross: 6ª nel 2022
- 1 podio:
  - 1 secondo posto